# 327082 Tournesol
327082 Tournesol este o planetă minoră (asteroid) din centura de asteroizi. A fost descoperită pe 10 noiembrie 2004 la Nogales de Michel Ory⁠(d) și a fost numită după Cuthbert Calculus⁠(d). 
Obiectul prezintă o orbită caracterizată de o semiaxă mare de 2,9960548419131 UAi, o excentricitate de 0,04, o înclinație de 12,1 ° în raport cu ecliptica.